# Omega Diatribe
 (juin 2015).
Pour les articles homonymes, voir Oméga (homonymie).
Omega Diatribe est un groupe hongrois de groove metal, originaire de Budapest.

## Historique
Le groupe Omega Diatribe se forme en 2008 autour du guitariste Gergő Hájer (ex-SyCo I) et du bassiste Ákos Szathmáry (ex-Blindfold). Ils répétaient avec un de leurs amis, Jeromos Nagy, le batteur de l’époque. Celui-ci quitte le groupe en 2010 et un nouveau batteur rejoint la bande, Dávid Metzger, du groupe Horda, ainsi que le second guitariste Attila Császár, du groupe Stopyt. Gergely Komáromi rejoint ensuite le groupe en tant que chanteur en 2011. Ils sortent leur première démo à la fin de l’année 2012, comprenant trois morceaux.
Le groupe publie son premier album, Iapetus, le 21 octobre 2013. Il est mixé et masterisé par le guitariste du groupe, Gergő Hájer, et la pochette est conçue par Dávid Metzger. Après la sortie de cet album, le groupe commence à susciter de l’intérêt dans le monde entier. L'album obtient la deuxième place du « meilleur premier album de l'année » par le jury hongrois HangSúly. Le groupe se sépare de leur batteur Dávid Metzger. En mai 2014, ils publient la vidéo de la chanson Unshadowed Days. Le 16 juin 2014, Omega Diatribe publie un nouveau morceau appelé Hydrozoan Periods, en collaboration avec le batteur américain Kevin Talley. 
Ils sortent leur nouvel EP Abstract Ritual le 26 février 2015, toujours avec Kevin Talley à la batterie.  Tommy Kiss, le nouveau batteur, rejoint le groupe au début de 2015. En 2016, le groupe publie un nouvel EP, intitulé Contrist.

## Membres

### Membres
- Gergely Komáromi - chant (depuis 2011)
- Gergő Hájer - guitare (depuis 2008)
- Attila Császár - guitare (depuis 2010)
- Ákos Szathmáry - basse (depuis 2008)
- Tommy Kiss - batterie (depuis 2014)

### Anciens membres
- Dávid Metzger - batterie (2010-2014)
- Jeromos Nagy - batterie (2008–2010)

## Discographie
- 2012 : Forty Minutes (démo)
- 2013 : Iapetus
- 2014 : Hydrozoan Periods (single)
- 2015 : Abstract Ritual (EP)
- 2016 : Contrist (EP)

## Vidéographie
- 2014 : Unshadowed Days